# 甘地纪念堂

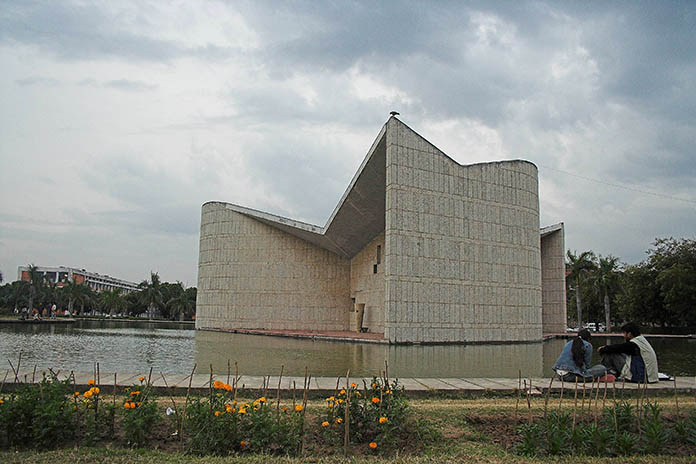
甘地纪念堂

甘地纪念堂（Gandhi Bhawan）是印度昌迪加尔的主要地标，也是致力于研究圣雄甘地的文字和作品的中心，位于旁遮普大学内。它是由瑞士建筑师皮埃尔·让纳雷设计，他是 勒·柯布西耶的堂弟。

## 设计
这是一个礼堂，坐落在一个水池中间。在入口处迎接参观者的是建筑师的壁画，以及题字“真理就是上帝”。今天，这里收藏了大量关于甘地的书籍。